# 松本市立筑摩小学校
松本市立筑摩小学校（まつもとしりつ つかましょうがっこう）は、長野県松本市筑摩1丁目にある公立の小学校。

## 概要
令和2年（2020年）4月現在、児童数は370名
令和4年8月現在、学級数は15（その内特別支援学級は3）

## 沿革
明治5年（1872年）松本大手町全久院（開智部前身）に県学を設置（松本市の教育のおこり）。
明治7年（1874年）盛徳学校（中林、筑摩、三才、神田、林、大嵩崎、南小松）。
明治7年（1874年）盛業学校（出川、並柳、野溝、平田）。
大正7年（1918年）4月　松本尋常高等小学校筑摩部新設（現、相澤病院の西側）。
昭和7年（1932年）2月17日　筑摩部校舎落成式を挙行（現、校庭の位置）。
昭和10年（1935年）4月1日　一校制（一校長のもとに八部校を置き一校とした）を廃止。多校制となり筑摩尋常小学校となる。
昭和16年（1941年）4月1日　筑摩国民学校となる。
昭和19年（1944年）4月1日　高等料を併置。
昭和22年（1947年）4月1日　六三制実施により現在の名称筑摩小学校として発足。
昭和32年（1957年）8月　学区変更により筑摩東は松本市立源地小学校の学区となる。
昭和33年（1958年）11月13日　創立40周年記念祭。
昭和35年（1960年）7月11日　プール竣工。
昭和36年（1961年）4月1日　学区変更により出川町は筑摩小学校区となる。特殊学級開設。
昭和38年（1963年）11月　45周年記念　校歌制定。
昭和43年（1968年）5月1日　50周年記念。
昭和53年（1978年）6月　新校舎移転使用開始。
昭和58年（1983年）4月1日　出川町、並柳、並柳団地、新しく並柳小学校として発足。
平成4年（1992年）4月1日　「わきみず学級」新設。
平成10年（1998年）11月7日　80周年記念式典。
平成24年（2012年）　新プール完成
平成30年（2018年）　100周年。まつもと市民芸術館にて記念式典・記念音楽会を行うなど、記念行事